# Witold Łanowski
Witold Aleksander Łanowski vel Łach (ur. 8 czerwca 1915 we Lwowie, zm. 16 września 1993 w Londynie) – kapitan pilot Polskich Sił Powietrznych w Wielkiej Brytanii.

## Życiorys
Pochodził z polsko-niemieckiej rodziny. Jego ojciec, Polak, był doktorem praw, a matka, Niemka, zajmowała się projektowaniem dywanów. Ukończył XI Gimnazjum Matematyczno-Przyrodnicze we Lwowie. W szkole intensywnie uprawiał sport: pływanie, piłkę wodną, narciarstwo biegowe, strzelanie. W 1935 w Aeroklubie Lwowskim ukończył kurs szybowcowy.
W 1936 wstąpił do Szkoły Podchorążych Lotnictwa w Dęblinie. Na stopień podporucznika został mianowany ze starszeństwem z 1 października 1938 i 47. lokatą w korpusie oficerów lotnictwa, grupa liniowa. Umiejętności pilota doskonalił później w Szkole Pilotażu w Grudziądzu. Otrzymał przydział do 123 eskadry myśliwskiej, a w 1939 powrócił do szkoły w Dęblinie na stanowisko instruktora.
W kampanii wrześniowej  wykonał jeden lot bojowy, następnie po 13 września zajął się ewakuacją personelu dęblińskiej szkoły. Przez Czechosłowację, Rumunię i Węgry dotarł w listopadzie do Marsylii. Otrzymał przydział do nowo tworzonego Dywizjonu I/145 w Villacoublay. Odbył szkolenie na samolotach Caudron CR.714 w Lyon-Bron. Od 11 maja dywizjon wykonywał loty bojowe w obronie Lyonu, a od 22 maja nad Paryżem z Villacoublay. Za krytykę dowódcy dywizjonu majora Kępińskiego, uznaną przez dowódcę za zarzucanie mu tchórzostwa, Łanowski został odsunięty od lotów i osadzony 29 maja w areszcie. 11 czerwca 1940 Witold Łanowski został skazany przez Sąd Polowy Nr 7 w Lyonie na 21 dni obostrzonego aresztu za występek przeciwko karności. W zamieszaniu związanym z upadkiem Francji uciekł 24 czerwca z aresztu i w Marsylii wsiadł na statek do Wielkiej Brytanii, docierając do Liverpoolu 12 lipca 1940.
We wrześniu 1940 otrzymał przydział do 55 OTU jako instruktor, a następnie do Dywizjonu 308. 30 grudnia 1941 został skierowany do Dywizjonu 317 i otrzymał awans na porucznika. W kwietniu 1943 ukończył kurs dla dowódców eskadr i trafił do Dywizjonu 302 jako dowódca eskadry A. W marcu 1944 został odsunięty od latania operacyjnego i skierowany do 354 Fighter Group 9 USAAF. Dzięki kontaktom z Bolesławem Gładychem i Francisem Gabreskim uzyskał przydział do 61 Dywizjonu Myśliwskiego 56 Fighter Group. Latał na samolotach Republic P-47 Thunderbolt, biorąc udział w eskortowaniu bombowców Boeing B-17 Flying Fortress. Podczas tych lotów uzyskał dwa potwierdzone zestrzelenia. Na liście Bajana został sklasyfikowany na 172. pozycji. Sam Witold Łanowski deklarował zniszczenie łącznie 6 samolotów wroga.
Po zakończeniu wojny pozostał w RAF jako pilot transportowy. 22 listopada 1949 otrzymał brytyjskie obywatelstwo. W 1955 miał wypadek podczas lotu na samolocie Venom, który na rok wyłączył go z latania. W 1957 zakończył służbę w RAF. W 1962 został zwerbowany przez Jana Zumbacha do służby w lotnictwie Katangi, gdzie walczył przez dwa lata.
Swe życie opisał w autobiograficznej książce Zabierz nas do domu „Lanny” wydanej w Polsce w 2016 r. nakładem wydawnictwa Rebis.
Zmarł 16 września 1993 w Londynie, gdzie też jest pochowany.

## Odznaczenia
- Krzyż Walecznych - dwukrotnie[10]
- Distinguished Flying Cross (Stany Zjednoczone)